# José Saraiva Martins
Pour les articles homonymes, voir Saraiva.
José Saraiva Martins, né le 6 janvier 1932 à Gagos de Jarmelo dans la municipalité de Guarda au Portugal, est un cardinal portugais de la curie romaine, clarétain, préfet émérite de la Congrégation pour les causes des saints depuis le 9 juillet 2008.

## Biographie

### Prêtre
José Saraiva Martins a suivi ses études à Rome, obtenant une licence en théologie à l'Université pontificale grégorienne puis un doctorat dans la même discipline à l'Université pontificale Saint-Thomas-d'Aquin.
Il est ordonné prêtre le 16 mars 1957 pour la congrégation des Fils du Cœur Immaculé de Marie (Clarétains).
Son ministère sacerdotal a été consacré à l'enseignement, en métaphysique au séminaire des Clarétains à Marino (Italie), puis la théologie sacramentelle au Claretanium à Rome. Il a ensuite enseigné la théologie sacramentelle à l'université pontificale urbanienne dont il a été recteur de 1977 à 1983, puis de 1986 à 1988.

### Évêque
Nommé archevêque titulaire de Thuburnica (de) et secrétaire de la Congrégation pour l'éducation catholique le 26 mai 1988, il a été consacré le 2 juillet suivant par le cardinal Agostino Casaroli avec comme co-consécrateurs Jan-Pieter Schotte et Giovanni Battista Re.
Jean-Paul II le nomme préfet de la Congrégation pour les causes des saints le 30 mai 1998. À ce poste, des critiques lui reprochent d'avoir approuvé la béatification d'un trop grand nombre de candidats, mais il s'est défendu de ces accusations.
Il se retire le 9 juillet 2008, atteint par la limite d'âge. Il est remplacé par Angelo Amato.

### Cardinal
Jean-Paul II le crée cardinal lors du consistoire du 21 février 2001 avec le titre de cardinal-diacre de Nostra Signora del Sacro Cuore.
Au sein de la curie romaine, il est également membre de la Congrégation pour le culte divin et la discipline des sacrements, de la Congrégation des évêques et du Conseil pontifical pour la pastorale des services de la santé.
Le 24 février 2009, il est promu cardinal-évêque de Palestrina, titre vacant depuis le décès du cardinal Bernardin Gantin en mai 2008. Cette nomination directe à l'ordre des évêques d'un cardinal-diacre est très rare, le dernier exemple en date remontant à 1907 quand le cardinal Gaetano De Lai fut désigné cardinal-évêque de Sabina.
Il participe au conclave de 2005 qui voit l'élection de Benoît XVI. Il atteint les quatre-vingts ans le 6 janvier 2012, ce qui l'empêche de prendre part aux votes des conclaves de 2013 (élection de François) et de 2025 (élection de Léon XIV).

## Succession apostolique
José Saraiva Martins a ordonné les évêques suivants :
- Évêque Manuel António Mendes dos Santos, C.M.F. (2007)
- Évêque António Manuel Moiteiro Ramos (pt) (2012)